# Generální sněm
Generální sněm (německy Generallandtag, též gemeiner Landtag) byl sněm stavů ze dvou nebo více zemí Koruny české (latinsky Corona regni Bohemiae), to jest z Českého království, Moravského markrabství, Slezského vévodství, Horní a Dolní Lužice. Generální sněm byl poprvé svolán za vlády Jana Lucemburského (králem 1310–1346) v první polovině 14. století.

## Působnost
Na generálních sněmech se jednalo o společných zájmech státu, o nástupnictví na trůn, korunovaci, zahraniční politice (obrana státu před Osmany), celostátních právních záležitostech, náboženských otázkách a králových propozicích. Generální sněmy byly svolávány podle vůle panovníka, samostatnou iniciativou se nevyznačovaly, ani nezískaly funkci pojítka všech korunních zemí.
Generální stavy tvořily buď delegace stavů všech zemí nebo český zemský sněm rozšířený o delegace ostatních zemí. V delegacích na sněm bývaly zastoupeny všechny stavy jednotlivých zemí. Delegace byly voleny stavy, které je vybavily instrukcemi a plnou mocí. Vydržování delegací a finanční náklady spojené s účastní na sněmu nesla vysílající země. Při hlasování měla každá země jeden hlas. K usnesení nebylo třeba dohody všech zemí, dohoda mezi několika zeměmi byla závazná jen pro ně. Usnesení nabylo platnosti po schválení králem a zápisu do českých zemských desk.
Generální sněm se nestal dualistickou institucí celokorunního charakteru, to jest protiváhou panovníka (výjimkou byl sněm v roce 1619). Po vydání Obnoveného zřízení zemského (1627 pro Čechy, 1628 pro Moravu) se generální sněmy už nekonaly. Náhradou měla být všeobecná stavovská shromáždění, která se scházela při korunovaci českého krále a kdy se novému panovníkovi holdovalo. Fundamentální články z roku 1871 obsahovaly požadavek svolávání generálních sněmů, nebyly ovšem přijaty. Tehdy se myšlenka generálních sněmů objevila naposledy.
Generální sněmy byly svolávány (s výjimkou období českého stavovského povstání) panovníkem. Počty delegací nebyly pevně stanoveny, záležely na vysílající korunní zemi. Sněmům předsedal zpravidla panovník; v případě své nepřítomnosti byl zastupován komisaři.

## Některé generální sněmy
- 1331 v Domažlicích – první generální sněm[4][5]
- 1355 odmítnutí zákoníku Maiestas Carolina a projednávání otázky dědičnosti Moravy v sekundogenituře lucemburské dynastie[4][5]
- 1356 obecný landfrýd[5]
- (1421 Čáslavský sněm – první husitský sněm – přítomni i zástupci moravské šlechty)[6]
- 1436 Čechy a Morava[3]
- 1453 Čechy a Morava[3]
- 1458 Slezsko a Lužice[3]
- 1459 Slezsko a Lužice[3]
- 1512 v Kladsku – všechny země – jednání o postihu zemských škůdců[4][3]
- 1518 v Kladsku – všechny země – jednání o postihu zemských škůdců[4][3]
- 1619 v Praze - účast všech zemí. Sněm začal 8. července a trval dva měsíce.[4] Od předchozích se lišil. 31. července byla uzavřena české konfederace (Confoederatio Bohemica; ústava, která ve 100 článcích upravovala vztahy mezi zeměmi Koruny české, společnými institucemi konfederace měl být panovník, generální sněm, protestantské náboženství a společné vojenské velení).[7] 19. srpna byl sesazen Ferdinand II. (králem 1619, 1620–1637) z českého trůnu a konečně 26. a 27. srpna byl falcký kurfiřt Fridrich Falcký zvolen českým králem (vládl 1619–1620).[7]